# Cerro Cañapa
Cerro Cañapa es una montaña alargada en Bolivia, con una altura de 5882 m, cerca de la frontera con Chile. Nótese que la frontera internacional en esta zona es una línea recta que va desde el Cerro Araral hasta Ollagüe, dejando al Cerro Cañapa completamente en territorio boliviano.
La montaña forma un enorme telón de fondo para los coloridos lagos Cañapa y Hedionda.
La montaña está construida con andesita y dacita. El vulcanismo de Canapa fue influenciado por las zonas de fallas normales locales que chocan con el noroeste y que también afectaron a los volcanes Luxsar y Toconce. Las montañas están respaldadas parcialmente por ignimbritas modernas. Canapa tiene depósitos dejados por solfataras. El rango volcánico es de 50 a 100 kilómetros de largo y puede haberse originado a partir de lineamientos de sótanos profundamente arraigados. El vulcanismo se remonta al Plioceno-Pleistoceno.